# 764. grenadirski polk (Wehrmacht)
764. grenadirski polk (izvirno nemško 764. Grenadier-Regiment; kratica 764. GR) je bil pehotni polk Heera v času druge svetovne vojne.

## Zgodovina
Polk je bil ustanovljen 24. decembra 1943 za potrebe 712. pehotne divizije, a so ga kmalu razpustili.
Ponovno so ga ustanovili 26. marca 1945.